# Feketeszárnyú szaltator
A feketeszárnyú szaltator (Saltator atripennis)  a madarak osztályának verébalakúak (Passeriformes) rendjébe és a tangarafélék (Thraupidae) családjába tartozó faj. Besorolása vitatott, egyes szervezetek a kardinálispintyfélék (Cardinalidae) családjába sorolják az egész nemet.

## Rendszerezése
A fajt Philip Lutley Sclater angol ügyvéd és zoológus írta le 1856-ban.

## Alfajai
- Saltator atripennis atripennis P. L. Sclater, 1857
- Saltator atripennis caniceps Chapman, 1914[2]

## Előfordulása
Dél-Amerika északnyugati részén, Ecuador és Kolumbia területén honos. Természetes élőhelyei a szubtrópusi és trópusi síkvidéki és hegyi esőerdők és másodlagos erdők. Állandó, nem vonuló faj.

## Megjelenése
Testhossza 20 centiméter, testtömege 44-60 gramm.

## Természetvédelmi helyzete
Az elterjedési területe nagyon nagy, egyedszáma pedig csökken. A Természetvédelmi Világszövetség Vörös listáján nem fenyegetett fajként szerepel.